# Нанкарроу, Конлон
Конлон Нанкарроу, также Нанкэрроу (англ. Samuel Conlon Nancarrow, 27 октября 1912, Тексаркана — 10 августа 1997, Мехико) — американский и мексиканский композитор-экспериментатор.

## Биография
Из протестантской семьи корнуолльского происхождения. С четырех лет учился играть на фортепиано, с десяти — на скрипке. С 1926 играл на трубе в джазовом оркестре. С 1929 изучал музыку в Цинциннати и Бостоне, среди его учителей были Артур Фидлер, Роджер Сешенс, Уолтер Пистон, Николай Слонимский. В 1930, впервые услышав Весну священную Стравинского, решил стать композитором. В 1933 познакомился в Бостоне с Шёнбергом. Вступил в Коммунистическую партию.

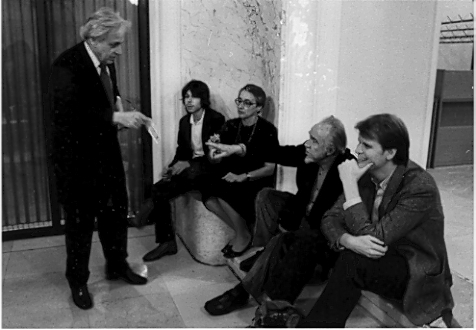
Конлон Нанкарроу (второй справа) в Граце, 1982; крайний слева — Дьёрдь Лигети

В 1936 гастролировал в Европе как джазовый трубач. Участвовал в Гражданской войне в Испании на стороне Республики, сражался в Бригаде имени Линкольна. Был интернирован во французский концлагерь Гюрс. Вернувшись в США, познакомился с Коплендом, Эллиоттом Картером, Уоллингфордом Риггером. От преследований за коммунистические взгляды был вынужден в 1940 переехать в Мексику, где и прожил остальную часть жизни, всегда и везде оставаясь одиночкой. В 1956 получил мексиканское гражданство, но не был вписан в музыкальный мир страны. Дважды на короткое время приезжал в США.
В последние годы жизни страдал от эмфиземы, усугубленной тяжелым климатом Мехико. В середине 1980-х консультировался с адвокатами о возможности вернуть себе гражданство США, однако для этого ему пришлось бы подписать документ об отказе от коммунистических взглядов молодости, что композитор наотрез отказался сделать.
Первая жена — певица Хелен Ригби, вторая — художница, дизайнер Аннетт Марголис.

## Творчество
Воспринял (как и Джон Кейдж) ряд идей Генри Коуэлла. Экспериментировал в основном с механическим пианино, хотя обращался и к электронике. Использовал элементы джаза (в частности, находки Арта Тэйтума). Его музыкальный язык долго не находил признания и получил некоторую известность лишь в 1980-е годы. В 1982 Нанкарроу — по рекомендации Лигети — была присуждена стипендия Мак-Артура.

## Сочинения
- Sarabande and Scherzo for Oboe, Bassoon and Piano (1930)
- Blues for Piano (1935)
- Prelude for Piano (1935)
- Toccata for Violin and Piano (1935)
- Septet (1940)
- Sonatina for Piano (1941)
- Three Two-Part Studies for Piano (начало 1940-х)
- Trio n° 1 for Clarinet, Bassoon and Piano (1942)
- Piece n° 1 for Small Orchestra (1943)
- String Quartet (1945)
- Untitled Musique Concrete Piece, для магнитофонной ленты (1950)
- 51 этюд для механического пианино (Player Piano; 1948—1993)
- Tango (1984)
- Piece n° 2 for Small Orchestra (1986)
- String Quartet n° 3 (1988)
- Two Canons for Ursula, для фортепиано (1988)
- Studio for Orchestra, canon 4:5:6 (1990—1991)
- Trio for clarinet, bassoon and piano n° 2 (1991)
- For Yoko, для механического пианино (1992)
- Contraption n° 1, для фортепиано и компьютера (1992)

## Признание и наследие
Поиски Нанкарроу интересовали Элиотта Картера, Джона Кейджа, они получили высочайшую оценку Дьёрдя Лигети, которые назвал Этюды для механического пианино «поворотным пунктом в музыке нашего столетия» ( К музыке Нанкарроу обращались в своих балетных постановках Мерс Каннингем, Шивон Дэвис. Фрэнк Заппа посвятил композитору одну из песен своего альбома Tinseltown Rebellion (1981). Архив композитора находится в фонде Пауля Захера в Базеле. Сочинения Нанкарроу исполняли Томас Адес и Лондонская симфониетта, Кронос-квартет, Ардитти-квартет, Херберт Хенк, Урсула Оппенс, Ensemble Modern под управлением Инго Метцмахера и др.